# Rampaily
Rampaily és un poble de l'Índia a Madhya Pradesh, districte de Balaghat. És un lloc històric a uns 30 km de Balaghat (ciutat) i inclou un temple construït a la riba del riu Chandan; hi ha estàtues de Shree Ram, Hanuman i Balanji de considerable mesura.